# Manoir de Belcaire
Le manoir de Belcaire est un manoir situé à Belcaire, en France.

## Localisation
Le manoir est situé sur la commune de Belcaire, dans le département français de l'Aude.

## Historique
L'édifice est inscrit au titre des monuments historiques en 1948.